# Plaza Mayor (Salamanca)

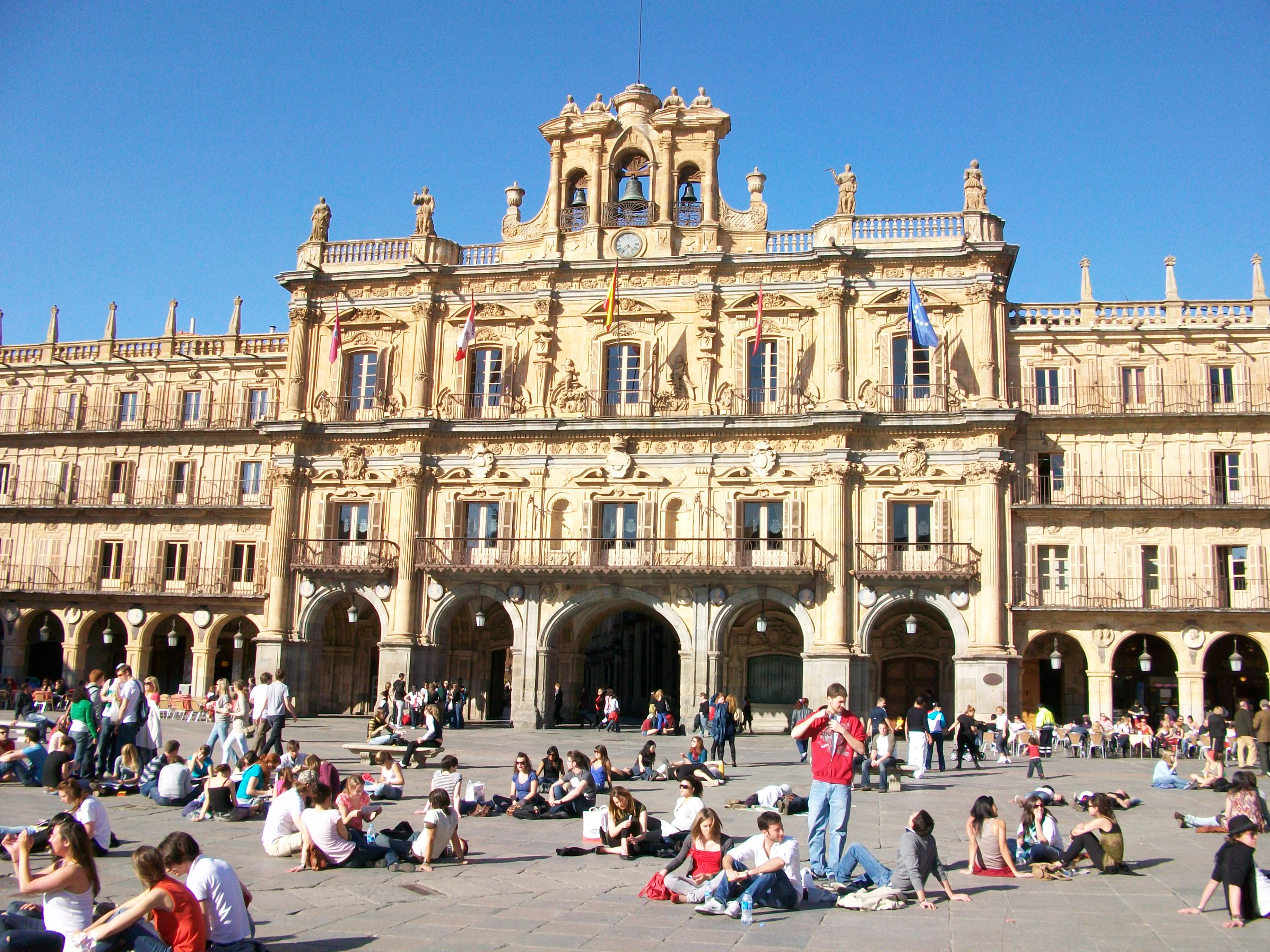

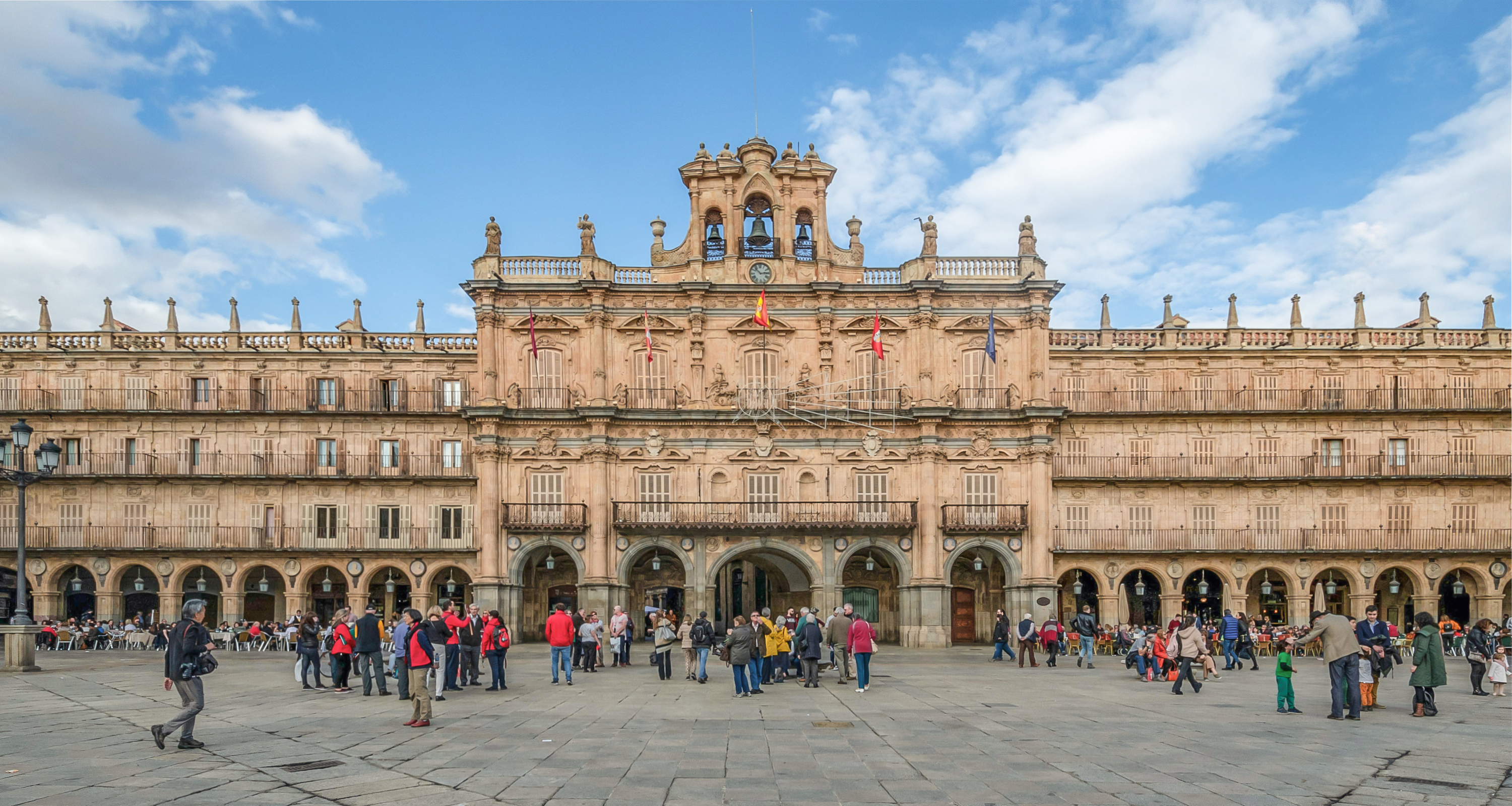

De Plaza Mayor is het centrale plein van de Spaanse stad Salamanca. Het plein werd aangelegd tussen  1729 en 1755 in opdracht van Filips V van Spanje. Het barokke plein werd ontworpen door de familie Churriguera (Alberto de Churriguera en neef Manuel de Lara Churriguera) en afgwerkt door architect Andrés García de Quiñones. Het wordt omgeven door het stadhuis, winkels en horecazaken en is een centraal ontmoetingspunt.